# Martial Benoit
Martial Benoit (mort le 6 octobre 1625) est trésorier général de France en la généralité de Limoges et seigneur de Compreignac et du Mas-de-Lage. Sa carrière en tant qu'administrateur royal le place au coeur de l'administration financière française, dans une période marquée par les réformes économiques et fiscales mises en place sous le règne de Louis XIII. Il se distingue dans les affaires de la Ligue au sein du camp catholique.

## Biographie
Fils de Pierre Benoit, élu en l'élection du Haut-Limousin et frère de Pierre Benoit prévôt de Compreignac et catéchiste de Henri IV. 
Les informations sur les premières années de la vie de Martial Benoît sont limitées. 
Toutefois, il est avéré qu'il occupait une position importante dans l'administration royale en tant que trésorier général de la généralité de Limoges, une circonscription administrative et fiscale. Ce poste était crucial, surtout dans le contexte de renforcement de l'autorité monarchique sous Louis XIII, qui cherchait à centraliser et à améliorer l'efficacité de l'administration fiscale.
En tant  que trésorier général, il était chargé de la gestion et de la collecte des impôts royaux dans la généralité de Limoges. Son rôle impliquait la supervision des finances locales, la collecte des taxes et leur transmission au Trésor Royal. Les trésoriers généraux, comme Benoît, étaient souvent issus de la noblesse de robe, une classe composée de juristes et d'administrateurs loyaux à la couronne, et étaient essentiels pour maintenir l'ordre fiscal et soutenir les dépenses de l'état.
Il acheta le 9 juin 1619 à Mgr Raymond de La Martonie, la justice de Compreignac. Il fit ériger le château de Compreignac en 1606 et 1608, château qui fut pillé et détruit durant la Révolution française.
Il est enterré dans l'église Saint-Pierre-du-Queyroix de Limoges.

## Décès et héritage
Martial Benoît est mort le 6 octobre 1625, marquant la fin d'une carrière consacrée au service de l'administration royale française. Bien que sa vie et son travail ne soient pas abondamment documentés, son rôle en tant que trésorier général a laissé un impact notable sur la stabilité financière de la région de Limoges, contribuant ainsi à la solidité de l'administration fiscale du royaume.
Son travail reflète l'importance des administrateurs régionaux dans la structure complexe de l'ancien régime. La généralité de Limoges comme d'autres régions administratives dépendait des compétences et de la fidélité de ses trésoriers pour assurer que les revenus fiscaux étaient efficacement collectés et gérés, en dépit des tensions économiques et politiques de l'époque. 